# Howard Harris
Howard Harris (ur. 9 lutego 1958) – amerykański zapaśnik walczący w stylu wolnym. Drugi w Pucharze Świata w 1981 i 1982 roku.
Zawodnik McNary High School w Keizer i Oregon State University. Cztery razy (1977-1980) w finale NCAA Division I, pierwszy w 1980. Outstanding Wrestler w 1980 roku.
Trzy tytuły w Pacific-10 Conference.
Afroamerykanin.